# Крисп'яно
Крисп'яно (італ. Crispiano) — муніципалітет в Італії, у регіоні Апулія,  провінція Таранто.
Крисп'яно розташований на відстані близько 430 км на схід від Рима, 70 км на південний схід від Барі, 15 км на північ від Таранто.
Населення — 13 809 осіб (2014).
Щорічний фестиваль відбувається 5 серпня. Покровитель — Santa Maria della Neve.

## Демографія
Населення за роками:

Станом на 1 січня 2023 року в муніципалітеті офіційно проживало 158 іноземців з 36 країн, серед них 63 громадяни країн Євросоюзу та 1 громадянин України.

## Сусідні муніципалітети
- Гроттальє
- Мартіна-Франка
- Массафра
- Монтемезола
- Статте